# Partizanskaja
Partizanskaja (in russo: Партизанская), conosciuta fino al 2005 come Izmajlovskij Park, è una stazione della Linea Arbatsko-Pokrovskaja, la linea 3 della Metropolitana di Mosca.
Fu costruita durante la seconda guerra mondiale (aprì nel 1944) ed è dedicata ai partigiani sovietici che resistettero ai nazisti. Il nome fu modificato nel 60º anniversario della vittoria sovietica per riflettere meglio il tema della stazione. Il progetto della stazione fu opera dell'architetto Vilenskij.
Partizanskaja è stata costruita secondo un insolito design a tre binari con due banchine a isola. Il binario centrale fu costruito per gestire l'afflusso dei passeggeri provenienti dal vicino stadio, che fu progettato ma mai costruito a causa della guerra. Tale binario è ancora utilizzato durante le ore di punta e per i treni diretti al deposito Izmajlovo. Vi è una serie di pilastri per banchina; sia le mura che i pilastri sono ricoperti un marmo bianco e decorati con bassorilievi in onore dei partigiani. I due pilastri più vicini alle scale di uscita sono adornati con statue: Zoja Kosmodem'janskaja a sinistra e un anziano partigiano sulla destra. Il soffitto circolare conteneva originariamente un affresco di A.D. Goncharov, su cui è stato poi dipinto il soffitto attuale. Al culmine della scala vi è un gruppo di sculture di M.G. Manizer intitolata "Partigiani", che reca l'iscrizione "Ai partigiani e alla gloria dei partigiani!".
Nei dintorni della stazione si trovano il parco di Izmajlovo, uno dei più grandi parchi di Mosca e la stazione di Izmajlovo, posta lungo l'Anello centrale di Mosca